# Riumors (kommunhuvudort)
Riumors är en kommunhuvudort i Spanien.   Den ligger i provinsen Província de Girona och regionen Katalonien, i den östra delen av landet, 600 km öster om huvudstaden Madrid. Riumors ligger 5 meter över havet och antalet invånare är 154.
Terrängen runt Riumors är platt.Runt Riumors är det ganska glesbefolkat, med 32 invånare per kvadratkilometer. Närmaste större samhälle är Figueres, 7,9 km nordväst om Riumors. Trakten runt Riumors består till största delen av jordbruksmark.